# Matěj II. (opat)
Matěj II. (opat) OPraem. byl římskokatolický kněz, premonstrátský kanovník a v letech 1441–1450 opat kanonie v Zábrdovicích.
Opatem v Zábrdovicích byl devět let. Pokračoval v obnově kláštera po husitských válkách, které začal jeho předchůdce. Situace však nebyla klidná, opat musel roku 1448 žalovat Petra z Kravař (z rodu tzv. klášterního ochránce), že přepadl v noci klášter, zapálil a vyloupil jej. Vážně přitom zranil opata Matěje, který dva roky poté zemřel.